# Долішнє Камарці
Долішнє Кама́рці (болг. Долно Камарци) — село в Софійській області Болгарії. Входить до складу общини Горішня Малина.

## Населення
За даними перепису населення 2011 року у селі проживали 462 особи, з них 459 осіб (99,8%) — болгари.
Розподіл населення за віком у 2011 році:
Динаміка населення: